# Elecciones locales de Bogotá de 2015
Las elecciones locales de Bogotá de 2015 se llevaron a cabo el 25 de octubre de 2015 en la ciudad de Bogotá, donde fueron elegidos los siguientes cargos:
- Alcalde Mayor.
- Los 45 miembros del Concejo Distrital.
- Los miembros de las Juntas Administradoras Locales de las 20 localidades de la ciudad (entre 7 y 13 por localidad, según su población).

## Legislación
Según la Constitución de Colombia, pueden ejercer su derecho a sufragio los ciudadanos mayores 18 años de edad que no hagan parte de la Fuerza Pública, no estén en un proceso de interdicción, y que no hayan sido condenados. Las personas que se encuentran en centros de reclusión, tales como cárceles o reformatorios, podrán votar en los establecimientos que determine la Registraduría Nacional. La inscripción en el registro civil no es automática, el ciudadano debe dirigirse a la sede regional de la Registraduría para inscribir su identificación personal en un puesto de votación.
La Ley 136 de 1994 establece que para ser elegido alcalde se requiere ser ciudadano colombiano en ejercicio y haber nacido o ser residente del respectivo municipio o de la correspondiente área metropolitana durante un año anterior a la fecha de inscripción o durante un período mínimo de tres años consecutivos en cualquier época. El alcalde se elige por mayoría simple, sin tener en cuenta la diferencia de votos con relación a quien obtenga el segundo lugar. Sin embargo, actualmente se encuentra en trámite en el Congreso de la República un proyecto de reforma constitucional que establece la segunda vuelta para la elección del mandatario de la ciudad.
Está prohibido para los funcionarios públicos del Distrito difundir propaganda electoral a favor o en contra de cualquier partido, agrupación o movimiento político, a través de publicaciones, estaciones de televisión y de radio o imprenta pública, según la Constitución y la Ley Estatutaria de Garantías Electorales. También les está expresamente prohibido acosar, presionar, o determinar, en cualquier forma, a subalternos para que respalden alguna causa, campaña o controversia política.
Los organismos encargados de velar administrativamente por el evento son la Registraduría Nacional del Estado Civil y el Consejo Nacional Electoral.

### Voto en blanco
De acuerdo con la sentencia C-490 de 2011 de la Corte Constitucional de Colombia, que declaró la exequibilidad de la Ley 1475 (Reforma Política), el voto en blanco es «una expresión política de disentimiento, abstención o inconformidad, con efectos políticos» y agrega que «el voto en blanco constituye una valiosa expresión del disenso a través del cual se promueve la protección de la libertad del elector. Como consecuencia de este reconocimiento la Constitución le adscribe una incidencia decisiva en procesos electorales orientados a proveer cargos unipersonales y de corporaciones públicas de elección popular».

De acuerdo con el artículo 9 del Acto Legislativo 01 de 2009, en caso de victoria del voto en blanco, 
"Deberá repetirse por una sola vez la votación para elegir miembros de una corporación pública, gobernador, alcalde o la primera vuelta en las elecciones presidenciales, cuando el total de los votos válidos, los votos en blanco constituyan la mayoría. Tratándose de elecciones unipersonales no podrán presentarse los mismos candidatos, mientras que en las corporaciones públicas no se podrán presentar a las nuevas elecciones las listas que no hayan alcanzado el umbral". 
Según lo anterior, si en la repetición de las votaciones llegara a ganar nuevamente el voto en blanco, quedaría como ganador el candidato que alcanzó la mayoría de votos válidos en el certamen electoral. Por lo cual, se elegirá el segundo puesto en votos. La Corte Constitucional, en sentencia C-490 de 2011 declaró inexequible la norma de la Reforma Política que ordenaba repetir elecciones «cuando el voto en blanco obtenga más votos que el candidato o lista que haya sacado la mayor votación» y en consecuencia la mayoría necesaria para repetir la elección es mayoría absoluta, es decir el 50% más 1 de los votos válidos, y no mayoría simple.

## Alcaldía Mayor
El 25 de octubre de 2015 fue elegido alcalde de la ciudad Enrique Peñalosa, cuyo mandato comenzó el 1 de enero de 2016 y terminó el 31 de diciembre de 2019. De 5.453.086 de votos potenciales, 2.811.209 participaron, recibiendo Peñalosa 903.764, es decir el 33,10%, mientras que su contrincante más cercano, Rafael Pardo, logró 778.050 es decir el 28,50% de los votos, y Clara López ocupó el tercer lugar con 498.710  votos, o sea el 18,26%.
En su discurso, el alcalde electo Enrique Peñalosa  recordó ante su electorado las cuatro campañas en las que se vio perdedor, "si uno tiene una pasión hay que persistir y trabajar duro por los sueños". continuó su mensaje a sus seguidores agradeciendo a su esposa Liliana Sánchez, a sus hijos Renata y Martín, a su madre y a su padre fallecido, quien, dijo, le enseñó a amar a Bogotá. Luego agradeció a las 200.000 personas que firmaron para respaldar su candidatura independiente; para los dirigentes de los partidos Conservador y Cambio Radical que se sumaron a su campaña; a los exalcaldes Jaime Castro y Antanas Mockus; y “muy especialmente” a Carlos Fernando Galán, “con quien prácticamente nos inventamos esto cuando parecía una locura”. Dio las primeras señales de lo que será la “recuperación de Bogotá”, tal como pregonó para regresar a la Alcaldía. Agradeció a los candidatos con los que compitió y aseguró que su Gobierno “será de todos, sin exclusión de nadie, todos serán bienvenidos a este gran proyecto, vamos a trabajar sin odios”. Prometió que los ciudadanos de menores recursos de la capital serán la máxima prioridad en su administración propendiendo por la igualdad de oportunidades. “Vamos a ser ambiciosos, vamos a dejar atrás la desesperanza, vamos a recuperar la autoestima, vamos a hacer una Bogotá a la altura de nuestros sueños más ambiciosos, una Bogotá de la que estemos orgullosos frente a Colombia y el mundo”, dijo para finalizar.
Gustavo Petro, anunció que está preparado para hacer el empalme con el nuevo gobierno de Peñalosa. Rafael Pardo, quien quedó en segundo lugar, aceptó su derrota: "Felicitaciones al doctor Enrique Peñalosa ganador en franca lid. Bogotá queda en buenas manos. A todos mis votantes muchas gracias". Por su parte, al reconocer la derrota, Clara López llamó a apoyar el proceso de paz; pidió "seguir marchando unidos para la construcción de paz y reconciliación en Colombia".

### Resultados
|                           | Candidato a la Alcaldía   | Partido o movimiento | Votos     | (%)                   |
| ------------------------- | ------------------------- | --- | --------- | --------------------- |
|                           | Enrique Peñalosa          | Partido Cambio Radical G.S.C Equipo Por Bogotá Lema: Recuperemos Bogotá                                                                    | 906 058   | 33,18                 |
|                           | Rafael Pardo              | Partido Liberal Colombiano Partido Social de Unidad Nacional Lema: Bogotá organizada                                                       | 778 764   | 28,52                 |
|                           | Clara López               | Partido Unión Patriótica Partido Polo Democrático Alternativo Movimiento Alternativo Indígena y Social Lema: Con la fuerza de la esperanza | 499 598   | 18,29                 |
|                           | Francisco Santos          | Partido Centro Democrático Lema: Cambio con seguridad                                                                                      | 327 598   | 11,99                 |
|                           | Ricardo Arias Mora        | Movimiento Libres Lema: Ricardo Arias alcalde                                                                                              | 90 288    | 3,30                  |
|                           | Daniel Raisbeck           | Movimiento Libertario Lema: Libérate: tu capital, tu futuro, tu elección                                                                   | 20 233    | 0,74                  |
|                           | Alexandre Vernot          | Movimiento Pueblo, Tierra y Futuro Lema: ¡El alcalde es usted, el gerente soy yo!                                                          | 7306      | 0,26                  |
| Votos en blanco           | Votos en blanco           | Votos en blanco | 99 134    | 3,63                  |
| Votos nulos               | Votos nulos               | Votos nulos | 57 063    | 2,03                  |
| Tarjetas no marcadas      | Tarjetas no marcadas      | Tarjetas no marcadas | 23 197    | 0,85                  |
| Total de votos escrutados | Total de votos escrutados | Total de votos escrutados | 2 810 832 | 51,54 (Participación) |

### Resultados por localidades

Candidato más votado por localidad:
Enrique Peñalosa
Rafael Pardo
Clara López

| 01                     | Usaquén            | 130 082 | 44 431 | 18 277 | 17 909 |
| 02                     | Chapinero          | 47 486  | 16 718 | 8 470  | 5 191  |
| 03                     | Santa Fe           | 9 728   | 12 745 | 11 606 | 4 701  |
| 04                     | San Cristóbal      | 21 322  | 43 020 | 32 092 | 17 840 |
| 05                     | Usme               | 14 747  | 30 965 | 26 658 | 18 863 |
| 06                     | Tunjuelito         | 15 103  | 25 707 | 17 305 | 11 543 |
| 07                     | Bosa               | 37 014  | 49 503 | 40 961 | 25 607 |
| 08                     | Kennedy            | 88 219  | 98 291 | 65 489 | 39 770 |
| 09                     | Fontibón           | 46 040  | 40 705 | 21 064 | 14 280 |
| 10                     | Engativá           | 109 845 | 93 821 | 48 793 | 32 421 |
| 11                     | Suba               | 168 194 | 86 550 | 47 867 | 36 027 |
| 12                     | Barrios Unidos     | 34 799  | 23 791 | 10 901 | 8 469  |
| 13                     | Teusaquillo        | 42 807  | 23 332 | 15 661 | 6 942  |
| 14                     | Los Mártires       | 12 597  | 13 835 | 8 621  | 7 182  |
| 15                     | Antonio Nariño     | 15 115  | 18 292 | 10 995 | 7 145  |
| 16                     | Puente Aranda      | 36 174  | 37 899 | 21 125 | 14 285 |
| 17                     | La Candelaria      | 5 045   | 6 809  | 7 157  | 2 341  |
| 18                     | Rafael Uribe Uribe | 23 589  | 43 140 | 29 484 | 19 597 |
| 19                     | Ciudad Bolívar     | 24 213  | 52 497 | 45 948 | 30 145 |
| 20                     | Sumapaz            | 172     | 594    | 1 055  | 108    |
| Fuente: La Silla Vacía |                    |         |        |        |        |

### Planes de Gobierno
Todos los planes de gobierno de los candidatos a la Alcaldía de Bogotá se encuentran en la página web de la Registraduría Nacional.

### Encuestas
Estas encuestas son previas a la oficialización de las candidaturas y después de la misma hasta el día de las elecciones.
| Fecha       | Encuestador                    | Candidato        | Candidato        | Candidato                 | Candidato               | Candidato     | Candidato       | Candidato        | Candidato      | Candidato | Candidato        | Candidato       | Estadísticas | Estadísticas | Estadísticas   |
| Clara López | Rafael Pardo                   | Enrique Peñalosa | Francisco Santos | María Mercedes Maldonado¹ | Carlos Vicente de Roux¹ | Ricardo Arias | Daniel Raisbeck | Alexandre Vernot | Voto en blanco | Ninguno   | Indeciso (Ns/Nr) | Margen de error | Fuente       |              |                |
| ----------- | ------------------------------ | ---------------- | ---------------- | ------------------------- | ----------------------- | ------------- | --------------- | ---------------- | -------------- | --------- | ---------------- | --------------- | ------------ | ------------ | -------------- |
| 29/10/2014  | Cifras & Conceptos             | 24,0%            | 8,0%             | -                         | 7,0%                    | 2,0%          | -               | -                | -              | -         | 18,0%            | -               | 11,0%        | 2,9%         | Polimétrica    |
| 02/12/2014  | Cifras & Conceptos             | 22,0%            | 10,0%            | 8,0%                      | 14,0%                   | -             | -               | -                | -              | -         | 30,0%            | -               | 7,0%         | 1,8%         | Polimétrica    |
| 03/02/2015  | Cifras & Conceptos             | 22,0%            | 16,0%            | 12,0%                     | 9,0%                    | -             | -               | -                | -              | -         | 30,0%            | -               | 5,0%         | 1,8%         | Polimétrica    |
| 19/02/2015  | Datexco                        | 35,4%            | 14,4%            | 19,3%                     | 9,3%                    | -             | -               | -                | -              | -         | -                | 7,6%            | 3,6%         | 3,7%         | La W           |
| 23/03/2015  | Cifras & Conceptos             | 22,0%            | 15,0%            | 11,0%                     | 11,0%                   | 1,0%          | 1,0%            | -                | -              | -         | 22,0%            | -               | 4,0%         | 1,8%         | Polimétrica    |
| 27/03/2015  | Datexco                        | 25,0%            | 18,6%            | 23,5%                     | 10,8%                   | 0,8%          | 0,6%            | -                | -              | -         | -                | 4,5%            | 1,2%         | 2,8%         | La W           |
| 17/04/2015  | Centro Nacional de Consultoría | 27,0%            | 22,0%            | 14,0%                     | 9,0%                    | -             | -               | -                | -              | -         | 2,0%             | -               | 8,0%         | 4,3%         | CM&            |
| 03/05/2015  | Ipsos Napoleón Franco          | 20,0%            | 20,0%            | 22,0%                     | 6,0%                    | 0,3%          | 0,3%            | -                | -              | -         | 11,0%            | 1,0%            | 14,0%        | 2,7%         | Noticias RCN   |
| 03/05/2015  | Gallup                         | 24,0%            | 26,8%            | 12,3%                     | 11,0%                   | -             | 2,2%            | -                | -              | -         | 15,8%            | -               | -            | 6,0%         | Caracol TV     |
| 19/05/2015  | Datexco                        | 16,7%            | 18,8%            | 21,8%                     | 4,9%                    | 0,2%          | 1,7%            | -                | -              | -         | -                | -               | -            | 3,1%         | El Tiempo      |
| 11/06/2015  | Cifras & Conceptos             | 25,0%            | 14,0%            | 13,0%                     | 11,0%                   | 2,0%          | 1,0%            | -                | -              | -         | 25,0%            | -               | 7,0%         | 1,8%         | Caracol Radio  |
| 23/07/2015  | Datexco                        | 20,4%            | 22,7%            | 21,7%                     | 8,1%                    | 0,9%          | 1,7%            | 1,2%             | 0%             | 0,3%      | 13,3%            | 1,5%            | 8,2%         | 3,5%         | El Tiempo      |
| 03/08/2015  | Ipsos Napoleón Franco          | 14,0%            | 19,0%            | 30,0%                     | 9,0%                    | 2,0%          | 1,0%            | 2,0%             | -              | -         | 10,0%            | 1,0%            | 12,0%        | 4,0%         | Revista Semana |
| 04/08/2015  | Cifras & Conceptos             | 21,0%            | 20,0%            | 19,0%                     | 10,0%                   | 1,0%          | 1,0%            | 1,0%             | 0%             | 0%        | 17,0%            | -               | -            | 4,5%         | Caracol Radio  |
| 26/08/2015  | Gallup                         | 21,1%            | 24,2%            | 22,5%                     | 13,4%                   | 3,1%          | 0,6%            | 0,9%             | 0,3%           | -         | 13,9%            | -               | -            | 6,0%         | El Espectador  |
| 27/08/2015  | Centro Nacional de Consultoría | 17,0%            | 22,0%            | 27,0%                     | 9,0%                    | 2,0%          | -               | 3,0%             | -              | -         | 9,0%             | -               | 10,0%        | 3,5%         | CM&            |
| 11/09/2015  | Ipsos Napoleón Franco          | 12,0%            | 17,0%            | 33,0%                     | 8,0%                    | < 1%          | 1,0%            | 1,0%             | 0%             | 0%        | 11,0%            | 1,0%            | 16,0%        | 5,1%         | RCN Radio      |
| 13/09/2015  | Datexco                        | 16,5%            | 18,9%            | 30,2%                     | 7,3%                    | 1,0%          | 1,3%            | 2,2%             | 0,1%           | 0,4%      | 11,7%            | 1,8%            | 8,6%         | 3,1%         | El Tiempo      |
| 14/09/2015  | Cifras & Conceptos             | 17,0%            | 20,0%            | 23,0%                     | 10,0%                   | 0,0%          | 2,0%            | 3,0%             | 0%             | 1,0%      | 17,0%            | -               | 8,0%         | 4,9%         | Caracol Radio  |
| 18/09/2015  | Centro Nacional de Consultoría | 14,0%            | 22,0%            | 34,0%                     | 11,0%                   | 2,0%          | -               | 3,0%             | -              | -         | 6,0%             | -               | 7,0%         | 3,3%         | CM&            |
| 04/10/2015  | Datexco                        | 10,3%            | 16,5%            | 22,4%                     | 11,4%                   | -             | -               | 6,7%             | 0,2%           | 1,0%      | 10,4%            | 2,2%            | 17,5%        | 3,1%         | El Tiempo      |
| 05/10/2015  | Cifras & Conceptos             | 19,0%            | 22,0%            | 22,0%                     | 13,0%                   | -             | -               | 2,0%             | 0%             | 1,0%      | 15,0%            | -               | 7,0%         | 3,2%         | Caracol Radio  |
| 06/10/2015  | Gallup                         | 19,3%            | 23,1%            | 32,4%                     | 9,5%                    | -             | -               | 1,8%             | 1,1%           | 0%        | 12,7%            | -               | 7,2%         | 5,0%         | Caracol TV     |
| 12/10/2015  | Centro Nacional de Consultoría | 20,0%            | 24,0%            | 31,0%                     | 8,0%                    | -             | -               | 2,0%             | -              | -         | 8,0%             | -               | 7,0%         | 3,5%         | CM&            |
| 17/10/2015  | Ipsos Napoleón Franco          | 23,0%            | 16,0%            | 31,0%                     | 6,0%                    | -             | -               | 2,0%             | 1,0%           | 0%        | 8,0%             | 1,0%            | 12,0%        | 4,0%         | La FM          |
| 19/10/2015  | Centro Nacional de Consultoría | 19,0%            | 24,0%            | 30,0%                     | 11,0%                   | -             | -               | 3,0%             | 1,0%           | -         | 6,0%             | -               | 6,0%         | 3,4%         | CM&            |
| 22/10/2015  | Gallup                         | 20,8%            | 28,0%            | 32,1%                     | 12,6%                   | -             | -               | 2,7%             | 1,0%           | 0,5%      | 2,2%             | -               | 15,4%        | 5,0%         | El Espectador  |
| 23/10/2015  | Cifras & Conceptos             | 21,3%            | 24,7%            | 26,0%                     | 13,0%                   | -             | -               | 2,1%             | 0,6%           | 0,5%      | 5,3%             | -               | 6,6%         | 3,8%         | Caracol Radio  |
| 23/10/2015  | Ipsos Napoleón Franco          | 21,0%            | 25,0%            | 28,0%                     | 10,0%                   | -             | -               | 3,0%             | 1,0%           | 1,0%      | 11,0%            | -               | 7,0%         | 5,3%         | Noticias RCN   |
| 23/10/2015  | Datexco                        | 15,4%            | 21,3%            | 33,9%                     | 8,4%                    | -             | -               | 2,1%             | 0,6%           | 0,3%      | 12,1%            | -               | 5,5%         | 3,11%        | El Tiempo      |
| 23/10/2015  | Centro Nacional de Consultoría | 20,0%            | 23,0%            | 29,0%                     | 12,0%                   | -             | -               | -                | -              | -         | 7,0%             | -               | 5,0%         | 3,3%         | CM&            |

Nota (¹): María Mercedes Maldonado y Carlos Vicente de Roux renunciaron a sus candidaturas en septiembre de 2015 para apoyar a Clara López y a Rafael Pardo, respectivamente.

## Concejo Distrital
La votación para la conformación del Concejo Distrital arrojó los siguientes resultados:
| Partido                                  | Tipo¹                | Votos     | %     | Curules |
| ---------------------------------------- | -------------------- | --------- | ----- | ------- |
| Partido Cambio Radical                   | Preferente           | 371 174   | 15,29 | 9 (+2)  |
| Centro Democrático                       | No preferente        | 271 828   | 11,83 | 6 (+6)  |
| Partido Liberal Colombiano               | Preferente           | 269 141   | 11,10 | 6       |
| Alianza Verde                            | Preferente           | 255 263   | 10,50 | 6 (+1)  |
| Polo Democrático Alternativo             | Preferente           | 227 178   | 9,36  | 5 (+1)  |
| Partido de Unidad Nacional               | Preferente           | 201 587   | 8,33  | 4 (-4)  |
| Partido Conservador Colombiano           | Preferente           | 124 319   | 5,10  | 3       |
| Movimiento MIRA                          | Preferente           | 105 370   | 4,35  | 2       |
| Movimiento Libres                        | Preferente           | 69 861    | 2,88  | 1 (+1)  |
| Movimiento Progresistas                  | Preferente           | 60 316    | 2,41  | 1 (-7)  |
| Alianza Social Independiente             | Preferente           | 48 961    | 2,01  | 1       |
| Opción Ciudadana                         | Preferente           | 41 489    | 1,70  | 1       |
| Unión Patriótica                         | No Preferente        | 39 726    | 1,44  | 0       |
| Movimiento Alternativo Indígena y Social | Preferente           | 12 061    | 0,50  | 0       |
| Autoridades Indígenas de Colombia        | Preferente           | 9610      | 0,42  | 0       |
| Votos blancos                            | Votos blancos        | 359 571   | 14,72 | 14,72   |
| Votos nulos                              | Votos nulos          | 127 888   | 4,77  | 4,77    |
| Tarjetas no marcadas                     | Tarjetas no marcadas | 124 057   | 4,65  | 4,65    |
| Total votos                              | Total votos          | 2 716 360 | 100   | 100     |

- (¹) - Existen dos tipos de voto para elecciones para el Concejo de Bogotá. Con el voto preferente el partido o movimiento político opta por inscribir una lista abierta de tal manera que el elector vota no solo por el partido o movimiento político sino además por alguno de los candidatos que componen la lista. Obtienen curul los candidatos que más votos obtuvieron dentro del partido, dependiendo del número de escaños que alcance la colectividad, sin importar el orden de inscripción dentro de la lista. Con el voto no preferente se inscribe una lista cerrada de tal manera que el elector sólo vota por el partido o movimiento político. La asignación de curules se hace en el orden de inscripción dentro de la lista, dependiendo del número de escaños que alcance el partido.

### Concelajes electos
| Concejal Electo                  | Partido                        | Votos   |
| -------------------------------- | ------------------------------ | ------- |
| Yefer Yesid Vega Bobadilla       | Partido Cambio Radical         | 23 914  |
| César Alfonso García Vargas      | Partido Cambio Radical         | 23 507  |
| Julio César Acosta Acosta        | Partido Cambio Radical         | 21 799  |
| Jorge Lozada Valderrama          | Partido Cambio Radical         | 17 106  |
| José David Castellanos Orjuela   | Partido Cambio Radical         | 16 217  |
| Pedro Julián López Sierra        | Partido Cambio Radical         | 16 163  |
| Roberto Hinestrosa Rey           | Partido Cambio Radical         | 15 378  |
| Juan Felipe Grillo Carrasco      | Partido Cambio Radical         | 14 800  |
| Rolando Alberto González García  | Partido Cambio Radical         | 14 652  |
| Diego Andrés Molano Aponte       | Partido Centro Democrático     | 271 828 |
| Ángela Sofía Garzón Caicedo      | Partido Centro Democrático     | 271 828 |
| Diego Fernando Devia Torres      | Partido Centro Democrático     | 271 828 |
| Daniel Andrés Palacios Martínez  | Partido Centro Democrático     | 271 828 |
| Andrés Eduardo Forero Molina     | Partido Centro Democrático     | 271 828 |
| Pedro Javier Santiesteban Millán | Partido Centro Democrático     | 271 828 |
| Horacio José Serpa Moncada       | Partido Liberal Colombiano     | 36 942  |
| Germán Augusto García Maya       | Partido Liberal Colombiano     | 25 447  |
| María Victoria Vargas Silva      | Partido Liberal Colombiano     | 16 927  |
| Luz Marina Gordillo Salinas      | Partido Liberal Colombiano     | 16 771  |
| Jorge Durán Silva                | Partido Liberal Colombiano     | 12 407  |
| Armando Gutiérrez González       | Partido Liberal Colombiano     | 11 672  |
| Jorge Eduardo Torres Camargo     | Alianza Verde                  | 15 327  |
| Hosman Yaith Martínez Moreno     | Alianza Verde                  | 15 216  |
| Edward Aníbal Arias Rubio        | Alianza Verde                  | 14 708  |
| María Clara Name Ramírez         | Alianza Verde                  | 12 453  |
| Antonio Eresmid Sanguino Páez    | Alianza Verde                  | 12 081  |
| Dora Lucía Bastidas Ubate        | Alianza Verde                  | 9370    |
| Celio Nieves Herrera             | Polo Democrático Alternativo   | 19 737  |
| Manuel José Sarmiento Argüello   | Polo Democrático Alternativo   | 13 917  |
| Venus Albeiro Silva Gómez        | Polo Democrático Alternativo   | 11 548  |
| Nelson Castro Rodríguez          | Polo Democrático Alternativo   | 9951    |
| Álvaro José Argote Muñoz         | Polo Democrático Alternativo   | 9888    |
| Nelly Patricia Mosquera Murcia   | Partido de Unidad Nacional     | 21 186  |
| Ricardo Andrés Correa Mojica     | Partido de Unidad Nacional     | 16 432  |
| Rubén Darío Torrado Pacheco      | Partido de Unidad Nacional     | 15 002  |
| David Ballen Hernandez           | Partido de Unidad Nacional     | 13 999  |
| Roger José Carrillo Campo        | Partido Conservador Colombiano | 15 412  |
| Nelson Enrique Cubides Salazar   | Partido Conservador Colombiano | 13 266  |
| Gloria Elsy Díaz Martínez        | Partido Conservador Colombiano | 11 659  |
| Gloria Stella Diaz Ortiz         | Movimiento MIRA                | 33 845  |
| Jairo Cardozo Salazar            | Movimiento MIRA                | 11 310  |
| Emel Rojas Castillo              | Partido Colombia Justa Libres  | 8509    |
| Hollman Felipe Morris Rincón     | Movimiento Progresistas        | 25 651  |
| Juan Carlos Flórez Arcila        | Alianza Social Independiente   | 33 014  |

## Junta Acción Local
| Partido                                  | Tipo                 | Votos     | %     | Curules |
| ---------------------------------------- | -------------------- | --------- | ----- | ------- |
| Partido Cambio Radical                   | Preferente           | 346 798   | 14,65 | 38      |
| Partido Liberal Colombiano               | Preferente           | 267 907   | 11,32 | 35      |
| Centro Democrático                       | No preferente        | 276 040   | 11,66 | 30      |
| Alianza Verde                            | Preferente           | 243 487   | 10,28 | 25      |
| Polo Democrático Alternativo             | Preferente           | 220 040   | 9,29  | 25      |
| Partido de Unidad Nacional               | Preferente           | 216 290   | 9,14  | 22      |
| Partido Conservador Colombiano           | Preferente           | 95 267    | 4,02  | 4       |
| Movimiento MIRA                          | Preferente           | 101 007   | 4,26  | 3       |
| Unión Patriótica                         | No Preferente        | 42 029    | 1,77  | 2       |
| Opción Ciudadana                         | Preferente           | 27 539    | 1,16  | 0       |
| Movimiento Progresistas                  | Preferente           | 23 268    | 0,98  | 0       |
| Alianza Social Independiente             | Preferente           | 14 503    | 0,61  | 0       |
| Movimiento Alternativo Indígena y Social | Preferente           | 13 763    | 0,58  | 0       |
| Movimiento Libres                        | Preferente           | 9581      | 0,48  | 0       |
| Autoridades Indígenas de Colombia        | Preferente           | 9027      | 0,38  | 0       |
| Votos blancos                            | Votos blancos        | 457 189   | 14,72 | 14,72   |
| Votos nulos                              | Votos nulos          | 118 120   | 4,77  | 4,77    |
| Tarjetas no marcadas                     | Tarjetas no marcadas | 130 818   | 4,65  | 4,65    |
| Total votos                              | Total votos          | 2 615 314 | 100   | 100     |